# Diges
Diges é uma comuna francesa na região administrativa de Borgonha-Franco-Condado, no departamento de Yonne. Estende-se por uma área de 35,41 km². Em 2010 a comuna tinha 1 158 habitantes (densidade: 32,7 hab./km²).